# Amor completo
«Amor completo» es una canción de la cantante chilenomexicana Mon Laferte lanzada como segundo sencillo de su álbum Mon Laferte, vol. 1.

## Acerca de la canción
Mon Laferte escribió esta canción cuando se sintió profundamente enamorada de una persona de la cual después se desenamoró con la misma velocidad con la que se había enamorado. El 29 de septiembre de 2018, en un concierto en Lima, la autora reveló que dicha canción fue escrita en aquella ciudad y fue inspirada en una relación que tuvo con un peruano.
Este sencillo fue publicado el 31 de julio de 2015, antes del relanzamiento del álbum Mon Laferte Vol. 1 el 21 de agosto del mismo año por parte de Disco Valiente, filial de Universal Music México, siendo el primer sencillo en esta etapa del álbum, porque el sencillo «Tormento» fue lanzado cuando el álbum era independiente.
Este tema se ha interpretado en vivo tanto de forma solista como con colaboración de otro cantante, entre los artistas que han colaborado con esta canción se encuentran Natalia Lafourcade, Carla Morrison y Francisca Valenzuela.
El 26 de marzo de 2016 publicó en el canal Vevo de la artista una versión acústica de la canción.

## Video musical
El vídeo musical fue dirigido por Carolina Dagach y producido por Mon Laferte. El video muestra a Mon Laferte junto al artista escénico Yseye Appleton y representan a una pareja en su vida cotidiana, desde sus relaciones íntimas, paseos por la ciudad.

## Certificaciones
| País (organismo certificador) | Certificación    | Unidades certificadas |
| ----------------------------- | ---------------- | --------------------- |
| México (AMPROFON)             | 4x Platino + Oro | 270 000               |